# Norraca ordgara
Norraca ordgara är en fjärilsart som beskrevs av William Schaus 1928. Norraca ordgara ingår i släktet Norraca och familjen tandspinnare. Inga underarter finns listade i Catalogue of Life.